# Ahmad Luth Hamizan
Ahmad Luth Hamizan (* 8. April 1992) ist ein malaysischer Leichtathlet, der sich auf den Hindernislauf spezialisiert hat.

## Sportliche Laufbahn
Erste internationale Erfahrungen sammelte Ahmad Luth Hamizan im Jahr 2011, als er bei den Südostasienspielen in Palembang in 9:31,22 min den achten Platz belegte, wie auch bei den Islamic Solidarity Games 2013 ebendort in 9:54,47 min. 2015 wurde er bei den Südostasienspielen in Singapur in 9:18,42 min Vierter und erreichte im 1500-Meter-Lauf in 3:56,08 min Rang sechs. Zwei Jahre später belegte er bei den Islamic Solidarity Games in Baku in 9:08,22 min den sechsten Platz im Hindernislauf und klassierte sich über 1500 Meter in 3:53,33 min auf Platz sieben. Anschließend wurde er bei den Südostasienspielen in Kuala Lumpur in 3:56,03 min bzw. 9:09,12 min in beiden Bewerben Vierter. Auch bei den Südostasienspielen 2019 in Capas wurde er in 9:29,91 min Vierter.
2012 und 2019 wurde Hamizan malaysischer Meister im Hindernislauf.

## Persönliche Bestleistungen
- 1500 Meter: 3:53,33 min, 20. Mai 2017 in Baku
- 3000 m Hindernis: 9:08,22 min, 18. Mai 2017 in Baku